# Chefsache ESC 2025 – Wer singt für Deutschland?
Unter dem Titel Chefsache ESC 2025 – Wer singt für Deutschland? fand vom 14. Februar bis zum 1. März 2025 in mehreren Runden die deutsche Vorentscheidung für den Eurovision Song Contest 2025 in Basel statt. Als Sieger ging das Duo Abor & Tynna mit dem Titel Baller hervor.

## Format

### Konzept
Am 27. Mai 2024 bestätigte die ARD die Teilnahme Deutschlands am Eurovision Song Contest 2025. Gleichzeitig gab man auch bekannt, dass erneut der Norddeutsche Rundfunk (NDR) für die Teilnahme verantwortlich sei. Der NDR gab am 29. Oktober 2024 bekannt, dass die nationale Vorentscheidung in Kooperation mit dem Privatsender RTL und Entertainer Stefan Raab stattfinden wird.
Die Vorentscheidung bestand aus vier Sendungen, zwei Vorrunden und einem Halbfinale, die von RTL ausgestrahlt wurden, sowie dem Finale, das im Ersten zu sehen war. In den beiden Vorrunden traten je zwölf Kandidaten an, wobei sich jeweils sieben für das Halbfinale qualifizierten. Im Halbfinale waren somit 14 Künstler zu sehen, von denen neun das Finale erreichten. In den Vorrunden, im Halbfinale sowie in der Vorrunde des Finales stimmte eine Jury ab; im „Superfinale“ kam ein Televoting zum Einsatz.

### Beitragswahl
Vom 31. Oktober bis zum 28. November 2024 konnten sich interessierte Künstler über eine Website bewerben. Im Gegensatz zu den vergangenen Jahren gab es keine Einschränkungen in Bezug auf die Bewerber. Das Mindestalter für die Teilnahme lag bei 18 Jahren. Es konnten sich auch Nicht-EU-Bürger bewerben, sofern diese einen bis zum 20. Mai 2025 gültigen Aufenthaltstitel besitzen. Im Gegensatz zu den meisten anderen nationalen Vorentscheidungen konnten sich die Musiker auch mit einer Coverversion bewerben.
Nach dem Ende der Einreichungsfrist traf eine Expertenjury aus Vertretern aller Beteiligten (ARD, RTL, Raab Entertainment) eine Vorauswahl; anschließend fanden nichtöffentliche Castings statt, aus denen die 24 Teilnehmer ermittelt wurden. Insgesamt wurden 3281 Bewerbungen eingereicht, wovon 1198 von Künstlern mit eigenen Beiträgen stammen. Am 8. Januar 2025 wurde berichtet, dass eine engere Auswahl getroffen wurde.

### Jury
| Folge       | Jurymitglieder | Jurymitglieder    | Jurymitglieder | Jurymitglieder   |
| ----------- | -------------- | ----------------- | -------------- | ---------------- |
| 1. Vorrunde | Stefan Raab    | Yvonne Catterfeld | Elton          | Max Mutzke       |
| 2. Vorrunde | Stefan Raab    | Yvonne Catterfeld | Elton          | Johannes Oerding |
| Halbfinale  | Stefan Raab    | Yvonne Catterfeld | Elton          | Max Giesinger    |
| Finale      | Stefan Raab    | Yvonne Catterfeld | Nico Santos    | Conchita Wurst   |

### Moderation
Moderatorin war erneut Barbara Schöneberger, die seit 2014 bis auf 2018 alle deutschen Vorentscheidungen moderiert hat.

## Vorstellungsrunden
Die 24 Teilnehmer wurden am 4. Februar 2025 bekanntgegeben. In den ersten beiden Auswahlrunden traten die Teilnehmer entweder mit Coverversionen oder mit eigenen Titeln an. Die Band From Fall to Spring hatte bereits 2023 beim TikTok-Voting für die deutsche Vorentscheidung Unser Lied für Liverpool teilgenommen.

### Erste Vorstellungsrunde
Die erste Vorstellungsrunde fand am 14. Februar 2025 statt. In der Jury saßen Stefan Raab, Yvonne Catterfeld, Elton und Max Mutzke. Folgende Künstler nahmen daran teil:
| Startnr. | Teilnehmer          | Lied                       | Originalinterpret                         |
| -------- | ------------------- | -------------------------- | ----------------------------------------- |
| 1        | Julika              | Run                        | Snow Patrol mit einer Leona-Lewis-Version |
| 2        | Benjamin Braatz     | Breakfast                  | Eigenkomposition                          |
| 3        | Fannie              | Easy                       | Eigenkomposition                          |
| 4        | Chase               | Million Years Ago          | Adele                                     |
| 5        | Enny-Mae x Paradigm | Arcade                     | Duncan Laurence                           |
| 6        | Jonathan Henrich    | Golden Hour                | Jvke                                      |
| 7        | Feuerschwanz        | Dragostea din tei          | O-Zone                                    |
| 8        | Cage                | Wrong Places               | H.E.R.                                    |
| 9        | Equa Tu             | Gaga                       | Eigenkomposition                          |
| 10       | Janine              | Can’t Help Falling in Love | Elvis Presley                             |
| 11       | Cosby               | Loved for Who I Am         | Eigenkomposition                          |
| 12       | Abor & Tynna        | Skyfall                    | Adele                                     |

 Für das Halbfinale qualifiziert

### Zweite Vorstellungsrunde
Die zweite Vorstellungsrunde fand am 15. Februar 2025 statt. In der Jury saßen Stefan Raab, Yvonne Catterfeld, Elton und Johannes Oerding. Folgende Künstler nahmen daran teil:
| Startnr. | Teilnehmer          | Lied                                | Originalinterpret                                                                |
| -------- | ------------------- | ----------------------------------- | -------------------------------------------------------------------------------- |
| 1        | Adina               | In the Air Tonight (Tut wieder weh) | Eigenkomposition; Song basiert in Teilen auf In the Air Tonight von Phil Collins |
| 2        | Jaln                | Lose Control                        | Teddy Swims                                                                      |
| 3        | Leonora             | Good Day                            | Eigenkomposition                                                                 |
| 4        | Ni-Ka               | The Way You Make Me Feel            | Michael Jackson                                                                  |
| 5        | From Fall to Spring | Control                             | Eigenkomposition                                                                 |
| 6        | Noah Levi           | There’s Nothing Holdin’ Me Back     | Shawn Mendes                                                                     |
| 7        | Cloudy June         | Sad Girl Era                        | Eigenkomposition                                                                 |
| 8        | Parallel            | Noi                                 | Eigenkomposition                                                                 |
| 9        | Moss Kena           | Die with a Smile                    | Lady Gaga und Bruno Mars                                                         |
| 10       | Vincent Varus       | Coffee                              | Eigenkomposition                                                                 |
| 11       | The Great Leslie    | Fix You                             | Coldplay                                                                         |
| 12       | Lyza                | Voilà                               | Barbara Pravi                                                                    |

 Für das Halbfinale qualifiziert

## Halbfinale
Das Halbfinale fand am 22. Februar 2025 statt. In der Jury saßen Stefan Raab, Yvonne Catterfeld, Elton und Max Giesinger. In dieser Runde stellten die Künstler erstmals ihren Song für den ESC vor. Die Darbietungslänge der Songs durfte entsprechend der ESC-Regelung maximal drei Minuten betragen. Folgende Künstler nahmen daran teil:
| Startnr. | Teilnehmer          | Lied Musik (M) und Text (T)                                                                                            | Übersetzung (inoffiziell)                                  | Sprache              |
| -------- | ------------------- | --- | ---------------------------------------------------------- | -------------------- |
| 1        | Feuerschwanz        | Knightclub (feat. DAG von SDP) M: Ben Metzner, Hans Platz; T: Ben Metzner, Dag-Alexis Kopplin, Peter Henrici           | Ritterclub                                                 | Deutsch und Englisch |
| 2        | Benjamin Braatz     | Like You Love Me M/T: Benjamin Braatz                                                                                  | Wie du mich liebst                                         | Englisch             |
| 3        | Cloudy June         | If Jesus Saw What We Did Last Night M/T: Cloudy June, Amanda Cy, Maarten Paul                                          | Wenn Jesus gesehen hätte, was wir letzte Nacht getan haben | Englisch             |
| 4        | Cosby               | I’m Still Here M/T: Robin Karow, Marie Kobylka, Kilian Reischl                                                         | Ich bin noch hier                                          | Englisch             |
| 5        | Jaln                | Weg von dir M/T: Worthington Jalen Davis                                                                               | –                                                          | Deutsch und Englisch |
| 6        | From Fall to Spring | Take the Pain Away M/T: Philip Wilhelm, Lukas Wilhelm, Simon Triem, Sebastian Monzel, León Arend, Benedikt Veith       | Nimm den Schmerz weg                                       | Englisch             |
| 7        | Jonathan Henrich    | Golden Child M/T: Jonathan Henrich                                                                                     | Goldenes Kind                                              | Englisch             |
| 8        | Abor & Tynna        | Baller M/T: Alexander Hauer, Attila Bornemisza, Tünde Bornemisza                                                       | –                                                          | Deutsch und Englisch |
| 9        | Leonora             | This Bliss M/T: Leonora Margarethe Huth                                                                                | Diese Glückseligkeit                                       | Englisch             |
| 10       | Julika              | Empress M/T: Julika Lüer, Peter Krick                                                                                  | Kaiserin                                                   | Englisch             |
| 11       | Lyza                | Lovers on Mars M/T: Anderz Wrethov, Julie Aagaard, Thomas Stengaard, Vasilisa Subotic                                  | Liebhaber auf dem Mars                                     | Englisch             |
| 12       | Moss Kena           | Nothing Can Stop Love M/T: Thomas McKenna, Hitimpulse, Martin Gallop, Matthew Thomas Paul Holmes, Philip Anthony Leigh | Nichts kann die Liebe aufhalten                            | Englisch             |
| 13       | The Great Leslie    | These Days M/T: Alfie Pawsey, Freddie Miles, Oliver Trevers, Ryan Lavender                                             | Diese Tage                                                 | Englisch             |
| 14       | Cage                | Golden Hour M/T: Orkun Akcil, Karolin Gärtner                                                                          | Goldene Stunde                                             | Englisch             |

 Für das Finale qualifiziert

## Finale
Das Finale fand am 1. März 2025 statt. Der ursprünglich für 20:15 Uhr geplante Start der Sendung wurde aufgrund der kurzfristigen Ausstrahlung eines Brennpunkts zum Eklat zwischen US-Präsident Donald Trump und dem ukrainischen Präsidenten Wolodymyr Selenskyj um ca. 15 Minuten verschoben. In der Jury saßen weiterhin Stefan Raab und Yvonne Catterfeld, die in dieser Runde von Conchita Wurst und Nico Santos unterstützt wurden.
Im Bewerbungsaufruf von ARD und RTL vom 31. Oktober 2024 hieß es bezüglich der Wahl des deutschen Vertreters im Finale: „Die Entscheidung […] liegt in dieser Show vollkommen in den Händen der Zuschauer:innen zu Hause.“ Am 25. Februar 2025 – drei Tage nach der Halbfinalshow und vier Tage vor dem Finale – informierte der NDR erstmals über die Vorauswahl von fünf Kandidaten durch die Jury. Diese Regeländerung stieß besonders bei Fans der Band Feuerschwanz auf Kritik, deren Song Knightclub vor dem Finale am meisten Streaming-Aufrufe verzeichnete und die dann vor der Publikumsabstimmung ausscheiden musste.

### Vorfinale
Die neun Teilnehmer traten mit zwei Songs hintereinander an; zuerst mit einer Coverversion und danach mit ihrem Beitrag für den ESC. Nach den 18 Liedern entschied die Jury, welche fünf Teilnehmer für das TV-Publikums-Voting noch zur Wahl standen. Folgende Künstler nahmen am Finale teil:
| Startnr. | Teilnehmer       | Coversong (Originalinterpret)                 | ESC-Song Musik (M) und Text (T)                                                                                        | Übersetzung (inoffiziell)       | Sprache              |
| -------- | ---------------- | --------------------------------------------- | --- | ------------------------------- | -------------------- |
| 1        | The Great Leslie | Waterloo (ABBA)                               | These Days M/T: Alfie Pawsey, Freddie Miles, Oliver Trevers, Ryan Lavender                                             | Diese Tage                      | Englisch             |
| 2        | Benjamin Braatz  | Angels (Robbie Williams)                      | Like You Love Me M/T: Benjamin Braatz                                                                                  | Wie du mich liebst              | Englisch             |
| 3        | Leonora          | Houdini (Dua Lipa)                            | This Bliss M/T: Leonora Margarethe Huth                                                                                | Diese Glückseligkeit            | Englisch             |
| 4        | Feuerschwanz     | I See Fire (Ed Sheeran)                       | Knightclub (feat. DAG von SDP) M: Ben Metzner, Hans Platz; T: Ben Metzner, Dag-Alexis Kopplin, Peter Henrici           | Ritterclub                      | Deutsch und Englisch |
| 5        | Moss Kena        | Levitating (Dua Lipa)                         | Nothing Can Stop Love M/T: Thomas McKenna, Hitimpulse, Martin Gallop, Matthew Thomas Paul Holmes, Philip Anthony Leigh | Nichts kann die Liebe aufhalten | Englisch             |
| 6        | Abor & Tynna     | Bang Bang (Nancy Sinatra)                     | Baller M/T: Alexander Hauer, Attila Bornemisza, Tünde Bornemisza                                                       | –                               | Deutsch und Englisch |
| 7        | Cosby            | I Wanna Dance with Somebody (Whitney Houston) | I’m Still Here M/T: Robin Karow, Marie Kobylka, Kilian Reischl                                                         | Ich bin noch hier               | Englisch             |
| 8        | Lyza             | Creep (Radiohead)                             | Lovers on Mars M/T: Anderz Wrethov, Julie Aagaard, Thomas Stengaard, Vasilisa Subotic                                  | Liebhaber auf dem Mars          | Englisch             |
| 9        | Julika           | Euphoria (Loreen)                             | Empress M/T: Julika Lüer, Peter Krick                                                                                  | Kaiserin                        | Englisch             |

 Für das Voting qualifiziert

### Superfinale
Der deutsche Teilnehmer für den ESC wurde in dieser Runde ausschließlich durch das TV-Publikum bestimmt. Die Zuschauerabstimmung in Deutschland war per Telefon-, SMS- und Onlinevoting möglich; zusätzlich hatten Zuschauer aus dem Ausland die Möglichkeit, online abzustimmen. Es konnten per kostenpflichtigem Mehrwertdienst im Televoting oder per Zahlungsmittel (Kreditkarte, Apple Pay oder Google Pay) online bis zu 20 Stimmen pro Person abgegeben werden. Lyza erhielt über 8.000 Anrufe mehr als Abor & Tynna, aber knapp 30.000 SMS und 4.000 Online-Votes weniger. So siegten Abor & Tynna mit einem Vorsprung von über 25.000 Stimmen (231.642 zu 206.119) gegenüber Lyza. Die drei männlichen Juryvertreter hatten sich vor Abstimmungsbeginn für Baller als den besten Song zur Auswahl ausgesprochen.
| Platz | Teilnehmer       | Lied Musik (M) und Text (T)                                                                                            | Übersetzung (inoffiziell)       | Sprache              | Zuschauerstimmen |
| ----- | ---------------- | --- | ------------------------------- | -------------------- | ---------------- |
| 1     | Abor & Tynna     | Baller M/T: Alexander Hauer, Attila Bornemisza, Tünde Bornemisza                                                       | –                               | Deutsch und Englisch | 34,91 %          |
| 2     | Lyza             | Lovers on Mars M/T: Anderz Wrethov, Julie Aagaard, Thomas Stengaard, Vasilisa Subotic                                  | Liebhaber auf dem Mars          | Englisch             | 31,06 %          |
| 3     | Moss Kena        | Nothing Can Stop Love M/T: Thomas McKenna, Hitimpulse, Martin Gallop, Matthew Thomas Paul Holmes, Philip Anthony Leigh | Nichts kann die Liebe aufhalten | Englisch             | 22,57 %          |
| 4     | Leonora          | This Bliss M/T: Leonora Margarethe Huth                                                                                | Diese Glückseligkeit            | Englisch             | 06,95 %          |
| 5     | The Great Leslie | These Days M/T: Alfie Pawsey, Freddie Miles, Oliver Trevers, Ryan Lavender                                             | Diese Tage                      | Englisch             | 04,51 %          |

### Abstimmungsergebnis
| Startnr. | Interpret        | Anrufe | Anrufe  | SMS   | SMS     | Onlinevoting | Onlinevoting | Gesamt | Gesamt  |
| Startnr. | Interpret        | Platz  | Stimmen | Platz | Stimmen | Platz        | Stimmen      | Platz  | Stimmen |
| -------- | ---------------- | ------ | ------- | ----- | ------- | ------------ | ------------ | ------ | ------- |
| 1        | The Great Leslie | 5.     | 18.962  | 5.    | 10.058  | 4.           | 856          | 5.     | 29.876  |
| 3        | Leonora          | 4.     | 31.130  | 4.    | 14.230  | 5.           | 715          | 4.     | 46.075  |
| 5        | Moss Kena        | 3.     | 110.071 | 3.    | 37.821  | 3.           | 1.847        | 3.     | 149.739 |
| 6        | Abor & Tynna     | 2.     | 142.656 | 1.    | 82.688  | 1.           | 6.302        | 1.     | 231.642 |
| 8        | Lyza             | 1.     | 150.758 | 2.    | 52.848  | 2.           | 2.486        | 2.     | 206.119 |

## Chefsache ESC 2025 – Live aus Basel
Am 14. Mai 2025 strahlte RTL eine ca. 90-minütige Sonderausgabe der Show live aus Basel aus, in der Raab wenige Tage vor dem ESC-Finale erneut für den deutschen Auftritt warb, ein kurzes Stand-up mit verschiedenen Einspielern präsentierte und gemeinsam mit den Heavytones in Aktionen in Basel für mögliche Punkte aus der Schweiz warb. Elton, Conchita Wurst, Nemo und Luca Hänni waren zudem zu Gast bei Raab.
Die Show lief zur eigentlichen Sendezeit von Du gewinnst hier nicht die Million, weshalb RTL die Sendung als de facto 31. Ausgabe der Show betrachtet.

## Einschaltquoten
Die erste Vorstellungsrunde stellte mit 21,0 % Marktanteil in der jüngeren Zielgruppe den höchsten Wert seit 20 Jahren bei einer deutschen Vorentscheidung auf. Das Finale im Ersten überbot diesen Wert mit 26,4 % Marktanteil noch einmal.
| Sendung              | Sender         | Datum                     | Zuschauer                             | Zuschauer                             | Marktanteil                | Marktanteil                    |
| Sendung              | Sender         | Datum                     | Gesamt                                | 14 bis 49 Jahre                       | Gesamt                     | 14 bis 49 Jahre                |
| -------------------- | -------------- | ------------------------- | ------------------------------------- | ------------------------------------- | -------------------------- | ------------------------------ |
| 1. Vorstellungsrunde | RTL            | Freitag, 14. Februar 2025 | 2,14 Mio.                             | 0,98 Mio.                             | 9,2 %                      | 21,0 %                         |
| 2. Vorstellungsrunde | RTL            | Samstag, 15. Februar 2025 | 1,79 Mio.                             | 0,74 Mio.                             | 7,7 %                      | 17,4 %                         |
| Halbfinale           | RTL            | Samstag, 22. Februar 2025 | 1,81 Mio.                             | 0,70 Mio.                             | 8,5 %                      | 16,2 %                         |
| Finale               | Das Erste, One | Samstag, 1. März 2025     | 3,55 Mio. (Das Erste) 0,13 Mio. (One) | 1,12 Mio. (Das Erste) 0,05 Mio. (One) | 16,7 % (Das Erste) – (One) | 26,4 % (Das Erste) 1,3 % (One) |